# Неофит (Бозвели)
Неофит Бозвели (1785, Котел, Османская империя — 4 июня 1848 , Хиландар, Афон) — болгарский церковный деятель, архимандрит Хиландарского монастыря на Афоне, борец за независимость Болгарской церкви, один из лидеров Болгарского национального возрождения.

## Биография
Начальное образование получил в родном городе, возможно, был учеником Софрония Врачанского. Продолжил своё образование, затем около 1803—1805 года стал монахом монастыря Хиландар на горе Афон.
В 1813—1814 годах поселился в Свиштове, где служил православным священником, занимался педагогической деятельностью. Через некоторое время ненадолго посетил Сербию, где познакомился с идеями более ранних сербских просветителей, таких как Доситей Обрадович и Захарие Орфелин. Затем поселился в Тырнове. Проводил патриотические проповеди в сёлах и монастырях вблизи города, которые пробуждали национальное сознание болгар. Этим он снискал себе славу одного из лидеров в борьбе против греческого духовенства.
Просветительскую деятельность начал с написания «Славеноболгарского детеводства» учебника по педагогике (1835). Выступал за светское образование, за усиление разговорного болгарского языка в школах и за создание сети государственных болгарских школ.
Неофит (Бозвели) вместе с Эмануилом Васкидовичем написал и издал в 1835 году учебник математики для неполной средней школы «Руководство по арифметике».
В 1841 году за свою агитационную работу был сослан на Афон. Заботу о заточённом там Неофите (Бозвели) взял на себя монах Иларион (Михайловский), будущий епископ Константинопольского патриархата.
Вернулся с Афона в 1844 году. Путешествуя по Болгарии, Неофит (Бозвели) выступал против греческого духовенства, угнетавшего болгарскую народность, и старался распространением полезных книг поднять угнетённый народ; потом отправился в Константинополь, чтобы пробудить народный дух среди тамошних болгар.
В 1845 году Неофиту и Илариону было предоставлено право представлять константинопольских болгар перед Османским правительством и патриархатом. В том же году они направили две петиции османскому правительству, разъясняя требования болгарского духовенства. Это вызвало резкий протест патриархата, в результате чего обоих снова сослали на Афон, где Бозвели и умер (1849).

## Публикации
- Славеноболгарское детеводство, 1835
- Плач бедния мати Болгарии. 1846.
- Краткая священая история и священий катихизис… Первом преведени из елиноггреческаго диалекта, сочинени же на славяноболгарскаго и издани в ползу славяноболгарской юности от Неофита архимандрита Хилендарца, родом же котлянца. Част первая. В Белграде, у Княжеской типографии, 1835.
- Разговор на любородните.
- Съчинения. Подбор и ред. С. Таринска. — С., 1968.